# Fructuoso Rivera

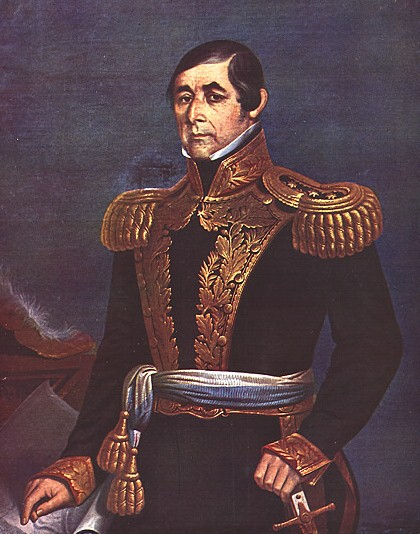
Fructuoso Rivera

José Fructuoso Rivera y Toscana, född 17 oktober 1784, död 13 januari 1854, var en uruguayansk militär och det självständiga Uruguays förste president 1830-1834. Han var även landets president 1838-1839 samt 1839-1843 och satt även i den övergångsregering som styrde landet från  mars 1853 fram till sin död i januari följande år. 
Han spelade en avgörande roll i att driva ut Brasilien ur Banda Oriental-regionen och skapandet av den självständiga staten Uruguay 1828 och fortsatte att vara en mycket inflytelserik person i landets politiska liv fram till sin död. Han grundade bland annat det uruguayanska Coloradopartiet 1836.